# Барбатовац
Барбатовац је насеље у Србији у општини Блаце у Топличком округу. Према попису из 2022. било је 197 становника (према попису из 1991. било је 424 становника).

## Демографија
У насељу Барбатовац живи 310 пунолетних становника, а просечна старост становништва износи 51,5 година (48,9 код мушкараца и 54,0 код жена). У насељу има 149 домаћинстава, а просечан број чланова по домаћинству је 2,39.
Ово насеље је великим делом насељено Србима (према попису из 2002. године), а у последња три пописа, примећен је пад у броју становника.
|  |

| Демографија | Демографија | Демографија |
| Година      | Становника  | Становника  |
| ----------- | ----------- | ----------- |
| 1948.       | 1.020       |             |
| 1953.       | 1.125       |             |
| 1961.       | 947         |             |
| 1971.       | 691         |             |
| 1981.       | 568         |             |
| 1991.       | 424         | 410         |
| 2002.       | 356         | 391         |

| Етнички састав према попису из 2002.‍ | Етнички састав према попису из 2002.‍ | Етнички састав према попису из 2002.‍ | Етнички састав према попису из 2002.‍ | Етнички састав према попису из 2002.‍ |
| ------------------------------------ | ------------------------------------ | ------------------------------------ | ------------------------------------ | ------------------------------------ |
|                                      |                                      |                                      |                                      |                                      |
| Срби                                 | Срби                                 |                                      | 352                                  | 98,87%                               |
| Југословени                          | Југословени                          |                                      | 1                                    | 0,28%                                |
| непознато                            | непознато                            |                                      | 3                                    | 0,84%                                |

| Година пописа     | 1948. | 1953. | 1961. | 1971. | 1981. | 1991. | 2002. |
| ----------------- | ----- | ----- | ----- | ----- | ----- | ----- | ----- |
| Број домаћинстава | 173   | 208   | 210   | 205   | 185   | 158   | 149   |

| Број чланова      | 1  | 2  | 3  | 4  | 5 | 6 | 7 | 8 | 9 | 10 и више | Просек |
| ----------------- | -- | -- | -- | -- | - | - | - | - | - | --------- | ------ |
| Број домаћинстава | 43 | 49 | 30 | 17 | 6 | 2 | 1 | 1 | 0 | 0         | 2,39   |

| Пол    | Укупно | Неожењен/Неудата | Ожењен/Удата | Удовац/Удовица | Разведен/Разведена | Непознато |
| ------ | ------ | ---------------- | ------------ | -------------- | ------------------ | --------- |
| Мушки  | 154    | 37               | 94           | 17             | 4                  | 2         |
| Женски | 168    | 23               | 96           | 47             | 2                  | 0         |
| УКУПНО | 322    | 60               | 190          | 64             | 6                  | 2         |

| Пол    | Укупно                    | Пољопривреда, лов и шумарство | Рибарство                            | Вађење руде и камена | Прерађивачка индустрија       |
| ------ | ------------------------- | ----------------------------- | ------------------------------------ | -------------------- | ----------------------------- |
| Мушки  | 57                        | 28                            | 0                                    | 0                    | 15                            |
| Женски | 27                        | 15                            | 0                                    | 0                    | 4                             |
| УКУПНО | 84                        | 43                            | 0                                    | 0                    | 19                            |
| Пол    | Производња и снабдевање   | Грађевинарство                | Трговина                             | Хотели и ресторани   | Саобраћај, складиштење и везе |
| Мушки  | 0                         | 0                             | 4                                    | 1                    | 3                             |
| Женски | 0                         | 0                             | 1                                    | 1                    | 0                             |
| УКУПНО | 0                         | 0                             | 5                                    | 2                    | 3                             |
| Пол    | Финансијско посредовање   | Некретнине                    | Државна управа и одбрана             | Образовање           | Здравствени и социјални рад   |
| Мушки  | 0                         | 0                             | 3                                    | 1                    | 0                             |
| Женски | 0                         | 0                             | 0                                    | 2                    | 3                             |
| УКУПНО | 0                         | 0                             | 3                                    | 3                    | 3                             |
| Пол    | Остале услужне активности | Приватна домаћинства          | Екстериторијалне организације и тела | Непознато            | Непознато                     |
| Мушки  | 2                         | 0                             | 0                                    | 0                    | 0                             |
| Женски | 0                         | 0                             | 0                                    | 1                    | 1                             |
| УКУПНО | 2                         | 0                             | 0                                    | 1                    | 1                             |

## Галерија
- Основна школа Радош Јовановић - Сеља
- Основна школа Радош Јовановић - Сеља
- Основна школа Радош Јовановић - Сеља
- Основна школа Радош Јовановић - Сеља
- Споменик Радошу Јовановићу - Сељи
- Барбатовац
- Барбатовац
- Месна канцеларија
- Месна канцеларија
- Црква Светих цара Константина и Јелене
- Црква Светих цара Константина и Јелене
- Црква Светих цара Константина и Јелене
- Црква Светих цара Константина и Јелене
- Црква Светих цара Константина и Јелене
- Црква Светих цара Константина и Јелене